# بلومینگتون (یوتا)
بلومینگتون (به انگلیسی: Bloomington) یک منطقهٔ مسکونی در ایالات متحده آمریکا است که در سنت جرج، یوتا واقع شده‌است. بلومینگتون ۷۶۹ متر بالاتر از سطح دریا واقع شده‌است.